# Dvoličnjakovke
Dvoličnjakovke (lat. Proteaceae), biljna porodica u redu Proteales. Ime je dobila po rodu protea (Protea) kojemu pripada preko 100 vrsta grmlja i drveća, ali joj pripada znatno veći broj rodova (80) i vrsta (preko 1800).
Dvoličnjakovke su raširene po troskoj Americi, Africi, Aziji, Australiji i Novom Zelandu.

## Opis
Porodica Protea sastoji se od raznolike skupine biljaka koje se pretežno nalaze na južnoj hemisferi. Općenito su grmovi ili drveće i mnogi imaju šarene grozdove cvijeća što ih čini popularnim vrtnim biljkama. Većina članova porodice ima specijalizirane nakupine finih korijena poznate kao proteoidni korijeni. To su prilagodbe za uzgoj u tlima s nedostatkom fosfora.
U cijelom svijetu postoji oko 80 rodova u porodicii koja uključuje više od 1500 vrsta. U Australiji postoji oko 45 rodova i 800 vrsta koje se nalaze u svim državama. Australski rodovi uključuju Banksia, Grevillea, Hakea, Macadamia i Telopea. Uobičajena zabluda je da je nekoliko južnoafričkih biljaka (Protea, Leucadendron, Leucospermum) australskog porijekla. Neki ih cvjećari često uključuju u 'domaće' cvjetne aranžmane.
Leucadendron argenteum (srebrno drvo; silwerboom) ima vrlo ograničenu rasprostranjenost u Western Capeu, posebno u Kirstenboschu i na obroncima Table Mountaina. Ime je dobila po svilenkastim dlakama na lišću koje stablu daju srebrni sjaj. Stabla su muška ili ženska i cvjetaju od kolovoza do rujna. Drveće lako raste iz sjemena i često se sadi u vrtovima, unatoč njihovoj osjetljivosti na gljivične korijenske patogene, koji lako ubijaju zrela stabla. 

Nekoliko vrsta se u Južnoj Africi uzgaja i prodaje diljem svijeta kao rezano cvijeće, dok su mnoge vrste također dostupne u hortikulturnoj trgovini kao vrtne biljke. “Divlji badem” (Brabejum stellatifolium) tradicionalno se koristio kao zamjena za kavu. “Kraljevska proteja” (Protea cynaroides) je nacionalni cvijet Južne Afrike i stvara vrlo veliku cvjetnicu promjera do 300 mm. “Vabum” (P. nitida) bio je traženo drvo za izradu kola. Sirup proizveden od “običnog šećernog grma” (P. repens) tradicionalni je lijek za liječenje bolesti prsnog koša.

## Rodovi
1. Subfamilia Bellendenoideae P. H. Weston
  1. Bellendena R. Br. (1 sp.)
2. Subfamilia Persoonioideae L. A. S. Johnson & B. G. Briggs
  1. Tribus Placospermeae C. T. White & W. D. Francis
    1. Placospermum C. T. White & W. D. Francis (1 sp.)

  2. Tribus Persoonieae Endl.
    1. Toronia L. A. S. Johnson & B. G. Briggs (1 sp.)
    2. Garnieria Brongn. & Gris (1 sp.)
    3. Acidonia L. A. S. Johnson & B. G. Briggs (1 sp.)
    4. Persoonia Sm. (101 spp.)
3. Subfamilia Symphionematoideae Weston & Barker
  1. Agastachys R. Br. (1 sp.)
  2. Symphionema R. Br. (2 spp.)
4. Subfamilia Grevilleoideae Engl.
  1. Tribus Carnarvonieae Reveal
    1. Carnarvonia F. Muell. (1 sp.)

  2. Tribus Roupaleae Meisn.
    1. Subtribus Knightiinae L. A. S. Johnson & B. G. Briggs
      1. Megahertzia A. S. George & B. Hyland (1 sp.)
      2. Knightia R. Br. (1 sp.)
      3. Eucarpha Spach (2 spp.)
      4. Triunia L. A. S. Johnson & B. G. Briggs (5 spp.)

    2. Subtribus Roupalinae L. A. S. Johnson & B. G. Briggs
      1. Roupala Aubl. (44 spp.)
      2. Neorites L.S.Sm. (1 sp.)
      3. Nothorites P.H.Weston & A. R. Mast (1 sp.)
      4. Orites R.Br. (8 spp.)

    3. Subtribus Lambertiinae (Venk. Rao) L. A. S. Johnson & B. G. Briggs
      1. Lambertia Sm. (10 spp.)
      2. Xylomelum Sm. (7 spp.)

    4. Subtribus Heliciinae L.A.S.Johnson & B.G.Briggs
      1. Helicia Lour. (104 spp.)
      2. Hollandaea F. Muell. (4 spp.)

    5. Subtribus Floydiinae L. A.S.Johnson & B.G.Briggs
      1. Darlingia F. Muell. (2 spp.)
      2. Floydia L. A.S.Johnson & B.G.Briggs (1 sp.)

  3. Tribus Banksieae Dumort.
    1. Subtribus Musgraveinae L. A.S.Johnson & B.G.Briggs
      1. Musgravea F. Muell. (2 spp.)
      2. Austromuellera C. T. White (2 spp.)

    2. Subtribus Banksiinae L.A.S.Johnson & B.G.Briggs
      1. Banksia L. f. (181 spp.)

  4. Tribus Embothrieae Rchb.
    1. Subtribus Lomatiinae L.A.S.Johnson & B.G.Briggs
      1. Lomatia R. Br. (12 spp.)

    2. Subtribus Embothriinae Endl.
      1. Embothrium J. R. Forst. & G. Forst. (1 sp.)
      2. Oreocallis R. Br. (1 sp.)
      3. Alloxylon P. H. Weston & Crisp (4 spp.)
      4. Telopea R. Br. (5 spp.)

    3. Subtribus Stenocarpinae L. A. S. Johnson & B. G. Briggs
      1. Stenocarpus R. Br. (22 spp.)
      2. Strangea Meisn. (3 spp.)

    4. Subtribus Hakeinae Endl.
      1. Opisthiolepis L. S. Sm. (1 sp.)
      2. Buckinghamia F. Muell. (2 spp.)
      3. Grevillea R. Br. (391 spp.)
      4. Hakea Schrad. (154 spp.)
      5. Finschia Warb. (3 spp.)

  5. Tribus Macadamieae Venk. Rao
    1. Subtribus Macadamiinae L. A. S. Johnson & B. G. Briggs
      1. Lasjia P. H. Weston & A. R. Mast (5 spp.)
      2. Macadamia F. Muell. (4 spp.)
      3. Panopsis Salisb. (26 spp.)
      4. Brabejum L. (1 sp.)

    2. Subtribus Malagasiinae P. H. Weston & N. P. Barker
      1. Malagasia L. A. S. Johnson & B. G. Briggs (1 sp.)
      2. Catalepidia P. H. Weston (1 sp.)

    3. Subtribus Virotiinae P. H. Weston & N. P. Barker
      1. Virotia L. A. S. Johnson & B. G. Briggs (7 spp.)
      2. Athertonia L. A. S. Johnson & B. G. Briggs (1 sp.)
      3. Heliciopsis Sleumer (14 spp.)

    4. Subtribus Gevuininae L. A. S. Johnson & B. G. Briggs
      1. Cardwellia F. Muell. (1 sp.)
      2. Sleumerodendron Virot (1 sp.)
      3. Euplassa Salisb. (21 spp.)
      4. Gevuina Molina (2 spp.)
      5. Hicksbeachia F. Muell. (2 spp.)
      6. Kermadecia Brongn. & Gris (5 spp.)
      7. Turrillia A. C. Sm. (4 spp.)
5. Subfamilia Sphalmioideae L. A. S. Johnson & B. G. Briggs
  1. Sphalmium B. G. Briggs, B. Hyland & L. A. S. Johnson (1 sp.)
6. Subfamilia Proteoideae Eaton
  1. Tribus Conospermeae Endl.
    1. Subtribus Stirlingiinae L. A. S. Johnson & B. G. Briggs
      1. Stirlingia Endl. (7 spp.)

    2. Subtribus Conosperminae L. A. S. Johnson & B. G. Briggs
      1. Conospermum Sm. (53 spp.)
      2. Synaphea R. Br. (56 spp.)

  2. Tribus Petrophileae P. H. Weston & N. P. Barker
    1. Petrophile R. Br. (64 spp.)
    2. Aulax P. J. Bergius (3 spp.)

  3. Tribus Proteeae Dumort.
    1. Protea L. (106 spp.)
    2. Faurea Harv. (15 spp.)

  4. Tribus Leucadendreae P. H. Weston & N. P. Barker
    1. Subtribus Isopogoninae P. H. Weston & N. P. Barker
      1. Isopogon R. Br. ex Knight (39 spp.)

    2. Subtribus Adenanthinae L. A. S. Johnson & B. G. Briggs
      1. Adenanthos Labill. (31 spp.)

    3. Subtribus Leucadendrinae P. H. Weston & N. P. Barker
      1. Leucadendron P. J. Bergius (85 spp.)
      2. Serruria Burm. ex Salisb. (55 spp.)
      3. Paranomus Salisb. (18 spp.)
      4. Vexatorella Rourke (4 spp.)
      5. Sorocephalus R. Br. (11 spp.)
      6. Spatalla Salisb. (20 spp.)
      7. Leucospermum R. Br. (48 spp.)
      8. Mimetes Salisb. (13 spp.)
      9. Diastella Salisb. (7 spp.)
      10. Orothamnus Pappe ex Hook. (1 sp.)

  5. Tribus Proteoideae incertae sedis
    1. Eidothea A. W. Douglas & B. Hyland (2 spp.)
    2. Beaupreopsis Virot (1 sp.)
    3. Beauprea Brongn. & Gris (13 spp.)
    4. Dilobeia Thouars (2 spp.)
    5. Cenarrhenes Labill. (1 sp.)
    6. Franklandia R. Br. (2 spp.)